# Waltenberg
Waltenberg est un roman d'Hédi Kaddour publié le 22 août 2005 aux éditions Gallimard et ayant obtenu l'année suivante le prix Goncourt du premier roman.

## Résumé
La structure narrative de ce roman, long d'environ 700 pages, est assez complexe. Entre mentir vrai et humour amer, les dates se télescopent, dans la mesure où les réalités d'hier se révèlent progressivement.
Une trame principale concerne Hans et Léna : ils se rencontrent à Waltenberg (Grisons (Suisse), près de Klosters-Serneus) en 1913, se fâchent, se quittent. Ils se revoient en 1929 à Waltenbeg, dans le cadre d'un séminaire sur l'Europe, lui pour l'aspect politique, elle pour la partie culturelle. Michael Lilstein et Max Goffard observent ces retrouvailles, chacun de son côté. En 1937, Michael Lilstein devenu responsable du Parti Communiste clandestin, à Berlin, est arrêté, et survit aux camps. Il devient responsable de l'espionnage est-allemand, est arrêté, et survit au goulag. En 1956, réintégré, il recrute comme taupe un jeune Français prometteur, qui devient conseiller gouvernemental, et dont les activités dérangent la CIA. En 1969, Michael et Max vont aux obsèques de Hans Kappler. Puis, la chute du mur de Berlin signe la fin des activités de Michael et de sa taupe.

### Chapitres[pertinence contestée]
1. 1914 : La charge
2. 1914 : Le lac
3. 1956 : Une belle symétrie
4. 1956 : L'enfance d'une taupe
5. 1978 : La rumeur et les bretelles
6. 1978 : Quatre ou cinq Lilstein
7. 1965 : Les usages du croquet
8. 1965 : La locomotive et le kangourou
9. 1928 : Le buste de Flaubert
10. 1929 : Un cœur d'artichaut
11. 1969 : Des funérailles et un guet-apens
12. 1969 : Deux fois plus de force
13. 1991 : La raison est-elle historique ?
14. 1991 : Nous ne vous avons jamais soupçonné

## Scènes, figures et personnalités invitées
- 1914, Monfaubert : la charge de cavalerie française, le massacre des Héréros, Henriette Caillaux, Raymond Poincaré, Gaston Calmette, Alain-Fournier, Georg Trakl...
- 1928-1929, Paris, Waltenberg : Lena Hellström/Hotspur, sir John Maynes, Elisabeth Stirnweiss, Willi Müzenberg, Madame Frédérique de Valréas, Briand, Merken, Neuville, Regel, Tellheim...
- 1956, Paris, Waltenberg, Singapour : Clara Zetkin, Lavrenti Beria, Reinhard Heydrich, Abd el-Krim, André Malraux, Mikhaïl Toukhatchevski, Joseph Staline, Maurice Thorez, Joseph McCarthy, Markov, Neuville, Walker, Garrick, Roland Hatzfeld, Ivan Koniev, Linus Mosberger, Morel, Tellheim...
- 1969, Grindisheim : Erna (de Valréas), Henri de Vèze, Linus Mosberger, Arlington, Poirgade, Regel...
- 1978, Paris, Moscou : Michèle Chagrin, Henri de Vèze, colonel Berthier, Madame Cramilly, Hatzfeld, Poirgade, Rikshorn, Vassilissa...
- 1991, Paris : Gédéon, Gilles, Maisie, Matthias, Morel, Richard, Walker, Helmut Kohl, Mikhaïl Gorbatchev...

## Accueil critique
Le magazine littéraires Le Matricule des anges note le « fascinant ballet de rimes et de rencontres qu'orchestre le premier roman d'Hédi Kaddour ».

## Éditions
- Éditions Gallimard, 2005  (ISBN 978-2070773961).
- Collection Folio, éditions Gallimard, 2007  (ISBN 978-2070343478)